# San José del Rincón Ejido
San José del Rincón Ejido är en ort i kommunen San José del Rincón i delstaten Mexiko i Mexiko. Samhället hade 2 800 invånare vid folkräkningen 2020 och är kommunens folkrikaste samhälle. San José del Rincón Ejido är en förort (och gammal ejido) till San José del Rincón Centro, kommunens huvudort, men är alltså folkrikare.